# Desa Indralayang
Desa Indralayang är en administrativ by i Indonesien.   Den ligger i provinsen Jawa Barat, i den västra delen av landet, 160 km söder om huvudstaden Jakarta.